# Токі (Аспіндза)
Токі (груз. თოკი) — село в Грузії.
За даними перепису населення 2014 року в селі проживає 45 осіб.